# Ескадрені міноносці типу «Сірацую»
Ескадрені міноносці типу «Сірацую» (яп. 白露型駆逐艦, Shiratsuyugata kuchikukan) — ескадрені міноносці Імперського флоту Японії періоду Другої світової війни.

## Історія створення
Перші шість кораблів типу «Сірацую» були замовлені за програмою будівництва флоту 1931 року і розглядались як есмінці типу «Хацухару» (підтип «Аріаке»). Вони були розроблені для супроводу японських головних ударних сил і для проведення як денних, так і нічних торпедних атак проти ВМС США під час їхнього просування через Тихий океан, відповідно до японських військово-морських стратегічних прогнозів.
Але після інциденту з міноносцем «Томодзуру», який у 1934 році перекинувся під час навчань через проблеми з остійністю, в конструкцію кораблів внесли низку змін, внаслідок чого кораблі були виділені в окремий тип. Решта чотири кораблі замовлялись за програмою 1934 року.

## Конструкція
На відміну від підтипу «Аріаке», нові кораблі мали меншу ширину корпуса, більшу осадку, та зменшені надбудови. Силова установка залишилась такою, як на есмінцях типу «Хацухару». Вона була значно легшою та ефективнішою, ніж на есмінцях типу «Фубукі». Її потужність становила 42 000 к.с., що забезпечувало швидкість у 34 вузли.
Артилерійське озброєння складалось з шести 127-мм/50 гармат «Тип 3», які розміщувались попарно у трьох баштах. Торпедне озброєння посилилось, оскільки вперше у японському флоті були встановлені нові торпедні апарати «Тип 92», які використовували торпеди «Тип 93» — найпотужніші, найдалекобійніші та найшвидші торпеди того часу.

## Представники
| Назва      | Верф                       | Закладений             | Спущений на воду       | Вступив у стрій     | Доля                                                                             |
| ---------- | -------------------------- | ---------------------- | ---------------------- | ------------------- | -------------------------------------------------------------------------------- |
| Сірацую    | Верф ВМФ в Сасебо          | 14 листопада 1933 року | 5 квітня 1935 року     | 7 вересня 1936 року | Затонув 15 червня 1944 року у Філіппінському морі унаслідок зіткнення            |
| Сігуре     | Верф «Uraga Dock»          | 9 грудня 1933 року     | 18 травня 1935 року    | 7 вересня 1936 року | Потоплений 24 січня 1945 року у Південнокитайському морі                         |
| Мурасаме   | Верф «Фуджінагата» в Осаці | 1 лютого 1934 року     | 20 червня 1935 року    | 7 січня 1937 року   | Потоплений 5 березня 1943 року підводним човном «Воллер» в бою у протоці Блеккет |
| Юдачі      | Верф ВМФ в Сасебо          | 16 жовтня 1934 року    | 21 червня 1936 року    | 7 січня 1937 року   | Потоплений 13 листопада 1942 року крейсером «Портленд» у бою біля Гуадалканала   |
| Харусаме   | Верф ВМФ в Майдзуру        | 3 лютого 1935 року     | [[21 вересня 1935 року | 26 серпня 1937 року | Потоплений 8 червня 1944 року біля Нової Гвінеї                                  |
| Самідаре   | Верф «Uraga Dock»          | 19 грудня 1934 року    | 6 липня 1935 року      | 19 січня 1937 року  | Потоплений 26 серпня 1944 року на Палау                                          |
| Умікадзе   | Верф ВМФ в Майдзуру        | 4 травня 1935 року     | 27 листопада 1936 року | 31 травня 1937 року | Потоплений 1 лютого 1944 року біля Труку                                         |
| Ямакадзе   | Верф «Uraga Dock»          | 25 травня 1935 року    | 25 лютого 1936 року    | 30 червня 1937 року | Потоплений 25 червня 1942 року біля східного узбережжя Хонсю                     |
| Кавакадзе  | Верф «Фуджінагата» в Осаці | 25 квітня 1935 року    | 1 листопада 1936 року  | 30 квітня 1937 року | Потоплений в ніч з 5 на 6 серпня 1943 року в бою у затоці Велья                  |
| Судзукадзе | Верф «Uraga Dock»          | 9 липня 1935 року      | 11 березня 1937 року   | 31 серпня 1937 року | Потоплений 25 січня 1944 року при прямуванні на Маршаллові острови               |